# خی زن برزنجیر
خی زن برزنجیر یک ستاره است که در صورت فلکی آندرومدا قرار دارد.